# Brachycrotaphus hoshiarpurensis
Brachycrotaphus hoshiarpurensis är en insektsart som beskrevs av Singh, A. 1978. Brachycrotaphus hoshiarpurensis ingår i släktet Brachycrotaphus och familjen gräshoppor. Inga underarter finns listade i Catalogue of Life.